# Okrika
Okrika è una città della Repubblica Federale della Nigeria appartenente allo stato di Rivers.
È il capoluogo dell'omonima area a governo locale (local government area) che conta una popolazione di 222.026 abitanti.